# Villarejo de la Sierra
Villarejo de la Sierra (en senabrés Villareiyu) es una localidad del municipio de Rosinos de la Requejada, en la provincia de Zamora.

## Etimología
Villar y sus variantes (Villares, Villarino o Villarejo) es uno de los topónimos más abundantes en la provincia, tanto de la toponimia mayor (Villar de Fallaves, Villar de Farfón, Villar de los Pisones, Villar del Buey, Villaralbo, Villardeciervos, Villardiegua de la Ribera, Villardondiego, Villarino de Cebal, Villarino de Manzanas, Villarino de Sanabria, Villarino Tras la Sierra), como de la toponimia menor. Son topónimos que proceden del «villare» latino que a su vez deriva de «villa», palabra que primitivamente significó explotación agraria, luego aldea, más tarde, ya en la última época romana y en los principios de la Alta Edad Media pequeña ciudad con municipio. El derivado «villare» es, al principio, una explotación desgajada del fundo primitivo que más tarde fue fundo y que en ocasiones terminó siendo una aldea, y en otras incluso una villa. Es decir, «villare» y por tanto villar, se refiere a una localidad más pequeña que el núcleo de población designado por villa, por lo que, en general, los «villare» son más pequeñas y de menor categoría histórica y administrativa que los núcleos de población conocidos por un topónimo compuesto cuyo primer elemento es villa o villas. Además los topónimos villa se suelen deber a la repoblación cristiana de los siglos X, XI y XII, pues villa parece haber sido el apelativo con el significado de población, villa, aldea, etc. preferido por los repobladores medievales, mientras que los llamados villar, villares, villarejo o villarino proceden directamente asentamientos de época romana, como atestiguan los abundantes restos romanos que suelen ofrecer, sobre todo cerámica y tégulas.

## Geografía
Está situada a 1080m de altura, protegido por la sierra de la Cabrera, en la comarca de Sanabria en el norte de Zamora. Cuenta con una población de unos 30 vecinos en invierno, aumentando considerablemente en periodo estival. 
La mejor vía para acceder hasta Villarejo es desde Palacios, coger la carretera CL-622 hasta Anta y desviarse dirección Gusandanos, de hecho esta carretera termina en Villarejo. Es uno de los pueblos de la zona con más superficie (5000 ha), manteniendo lugares casi vírgenes, ideales para el desarrollo de la fauna propia de la zona con los dos ríos que lo rodean (Los Molinos y Valdesanabria) el agua es abundante durante todo el año.

## Historia
Durante la Edad Media Villarejo quedó integrado en el Reino de León, cuyos monarcas habrían acometido la repoblación de la localidad dentro del proceso repoblador llevado a cabo en Sanabria.
Posteriormente, en la Edad Moderna, Villarejo fue una de las localidades que se integraron en la provincia de las Tierras del Conde de Benavente y dentro de esta en la receptoría de Sanabria. No obstante, al reestructurarse las provincias y crearse las actuales en 1833, la localidad pasó a formar parte de la provincia de Zamora, dentro de la Región Leonesa, quedando integrado en 1834 en el partido judicial de Puebla de Sanabria.
Finalmente, en torno a 1850, el antiguo municipio de Villarejo de la Sierra se integró en el de Rosinos de la Requejada.

### Villarejo en elDiccionario geográfico-estadístico-histórico de España y sus posesiones de Ultramar
VILLAREJO DE LA SIERRA: lugar en la provincia de Zamora, partido judicial de la Puebla de Sanabria, diócesis de Astorga, audiencia territorial y capitania general de Valladolid, ayuntamiento de Rosinos de ls Requejada: SITUADO entre montes; su CLIMA es frio, pero sano. Tiene 20 CASAS; iglesia parroquial (Santo Tomás) servida por un cura de ingreso y presentacion del conde de Benavente y buenas aguas potables. Confina con pueblos del ayuntamiento á que corresponde. El TERRENO es de mediana calidad y en parte de regadio. Los CAMINOS son locales: recibe la CORRESPONDENCIA de la Puebla. PRODUCTOS: centeno, lino y pastos; cria ganados y alguna caza. INDUSTRIA: telares de lienzos y estameños. POBLACION: 16 vecinos, 65 almas. CAPITAL PRODUCTOS: 54,318 reales IMPONIBLE: 4,995 CONTRIBUCION: 1,700 reales 25 maravedíes.